# Matwiej Caplin
Matwiej Konstantinowicz Caplin (ros. Матве́й Константи́нович Ца́плин, ur. 1886 we wsi Siergiejewka w guberni włodzimierskiej, zm. 26 września 1918 k. Barnaułu) – bolszewik, działacz rewolucyjny Imperium Rosyjskiego.

## Życiorys
Od 1905 członek SDPRR, pracował w przedsiębiorstwach w Szui, członek Komitetu Okręgowego SDPRR w Iwanowie-Wozniesieńsku, uczestnik rewolucji 1905. W marcu 1906 aresztowany i skazany na zesłanie na 4 lata do Kraju Narymskiego w guberni tomskiej, skąd w grudniu zbiegł, przez rok żył na nielegalnej stopie, następnie ponownie aresztowany, zesłany do Tomska, gdzie skończył kursy techniczne, od 1916 mieszkał w Barnaule. Od marca 1917 członek Barnaulskiej Rady Deputatów Robotniczych, od sierpnia 1917 przewodniczący Rady Barnaulaskiej, od 16 października 1917 do lutego 1918 przewodniczący ałtajskiego gubernialnego komitetu SDPRR(b), od 7 grudnia 1917 przewodniczący Ałtajskiego Komitetu Wojskowo-Rewolucyjnego, od lutego do czerwca 1918 przewodniczący Komitetu Wykonawczego Ałtajskiej Rady Gubernialnej.
W czerwcu 1918 aresztowany przez białych, następnie rozstrzelany.
W Barnaule ustawiono jego popiersie i nazwano jedną z ulic jego imieniem.